# المتنخل الهذلي
المتنخل عويمر بن عثمان الهذلي  شاعر عربي من قبيلة هذيل العدنانية، هو صاحب أجود قصيدة طائية، والتي يقول مطلعها 
(عَرَفتُ بِأَجدُثٍ فِنعافِ عِرقٍ ، عَلاماتٍ كَتَحبيرِ النَماطِ)

## نسبه
مالك بن عويمر بن عثمان بن سويد بن حبيش بن خناعة بن الديل بن عادية بن صعصعة بن كعب بن طابخة بن لحيان بن هذيل بن مدركة بن الياس بن مضر بن نزار بن معد بن عدنان.

## رثاء أبنة
أشهر قصائده كانت رثاء في ابنه اثيلة بني فهم وكان من خبر مقتله فيما ذكر ابن شهاب الزهري: أنه خرج في نفر من قومه يريد الغارة على فهم، فسلكوا النجدية ، حتى إذا بلغوا السراة أتاه رجل فقال: أين تريدون؟ قالوا : نريد فهماً فقال: ألا أدلكم على خير من ذلكم ، وعلى قوم دارهم خير من دار فهم ؟ هذه دار بني حوف عندكم، فانصبوا عليهم على الكداء حتى تبيتوا بني حوف. فقبلوا منه وانحرفوا عن طريقهم، وسلكوا في شعب في ظهر الطريق حتى نفذوه، ثم سلكوا على السمرة، فمروا بدار ” بني قريم ” بالسرو وقد لصقت سيوفهم بأغمادهم من الدم، فوجدوا إياس بن المقعد في الدار، وكان سيداً، فقال: من أين أقبلتم؟ فقالوا: أتينا بني حوف، فدعا لهم بطعام وشراب، حتى إذا أكلوا وشربوا دلهم على الطريق وركب معهم، حتى أخذوا سنن قصدهم، فأتوا بني حوف، وإذا هم قد اجتمعوا مع بطن من فهم للرحيل عن دارهم فلقيهم أول من الرجال على الخيل فعرفوهم، فحملوا عليهم وأطردوهم ورموهم، فأثبتوا أثيلة جريحاً ومضوا لطيتهم. وعاد إليه أصحابه فأدركوه ولا تحامل به، فأقاموا عليه حتى مات، ودفنوه في موضعه.